# Ernesto Pires
Ernesto Silvino Dias Gomes de Castro Pires (Porto, 31 de julho de 1857 — Porto, 2 de dezembro de 1884) foi um poeta e escritor português.
Descendente de uma família nobre da casa de Fundo de Vila, província de Trás-os-Montes, estudou no colégio da Boa Vista, onde aprendeu francês e princípios de matemática. Ernesto Pires, como ficou conhecido, redigiu de 1879 a 1880 o Cancioneiro portuguez, juntamente com o Leite de Vasconcelos. 
Em 1881 publicou O Evangelho da Revolução, que teve 2.ª edição em 1883. A sua principal obra,  Scintillações e sombras foi publicada no Porto em 1883. Além dela publicou A voz da Consciencia (1881), Alma de Camões (1882) e Camões e o Amor (1884). 
Ernesto Pires dirigiu a Revista de arte e de crítica  (1878-1879) e   colaborou em muitas revistas e jornais, como a Encyclopedia Republicana, O Pantheon (1880-1881), A Galeria Republicana (1882-1883), A Aurora do Cávado, O Tirocinio, O Independente regoense, etc. Foi ainda redator de Justiça Portugueza e a Discussão, folhas republicanas, e diretor da revista literária A Semana. 
Faleceu devido a uma lesão pulmonar aos 27 anos.